# シエナ国立美術館
シエナ国立美術館(Pinacoteca Nazionale)は、イタリアトスカーナ州シエナにある国立美術館である。
1932年に開館した。中世後期のイタリアの画家の絵画が展示されている。

## 主な作品
- ドゥッチョ・ディ・ブオニンセーニャ Polyptych N. 28,『フランシスコ会修道士の聖母』
- Guido da Siena St. Peter Enthroned
- シモーネ・マルティーニ Blessed Agostino Novello and His Miracles (c. 1330)
- アンブロージョ・ロレンツェッティ Annunciation (c. 1344)
- Bartolo di Fredi Adoration of the Magi
- ミケリーノ・モリナーリ・ダ・ベソッツォ 、『聖カタリナの神秘の結婚』 (c. 1420)
- ソドマ Christ at the Column, Deposition
- ドメニコ・ベッカフーミ 『聖母の誕生』(Birth of the Virgin)、『叛逆天使の墜落』(St. Michael Expelling the Rebel Angels)、『シエナの聖カタリーナの聖痕』(Saint Catherine of Siena Receiving the Stigmata)

その他の代表作家は、Ugolino di Nerio, ピエトロ・ロレンツェッティ, サセッタ, Domenico di Bartolo,
Taddeo di Bartolo, フランチェスコ・ディ・ジョルジョ・マルティーニ, Matteo di Giovanni, 
Neroccio di Bartolomeo。

## ギャラリィ

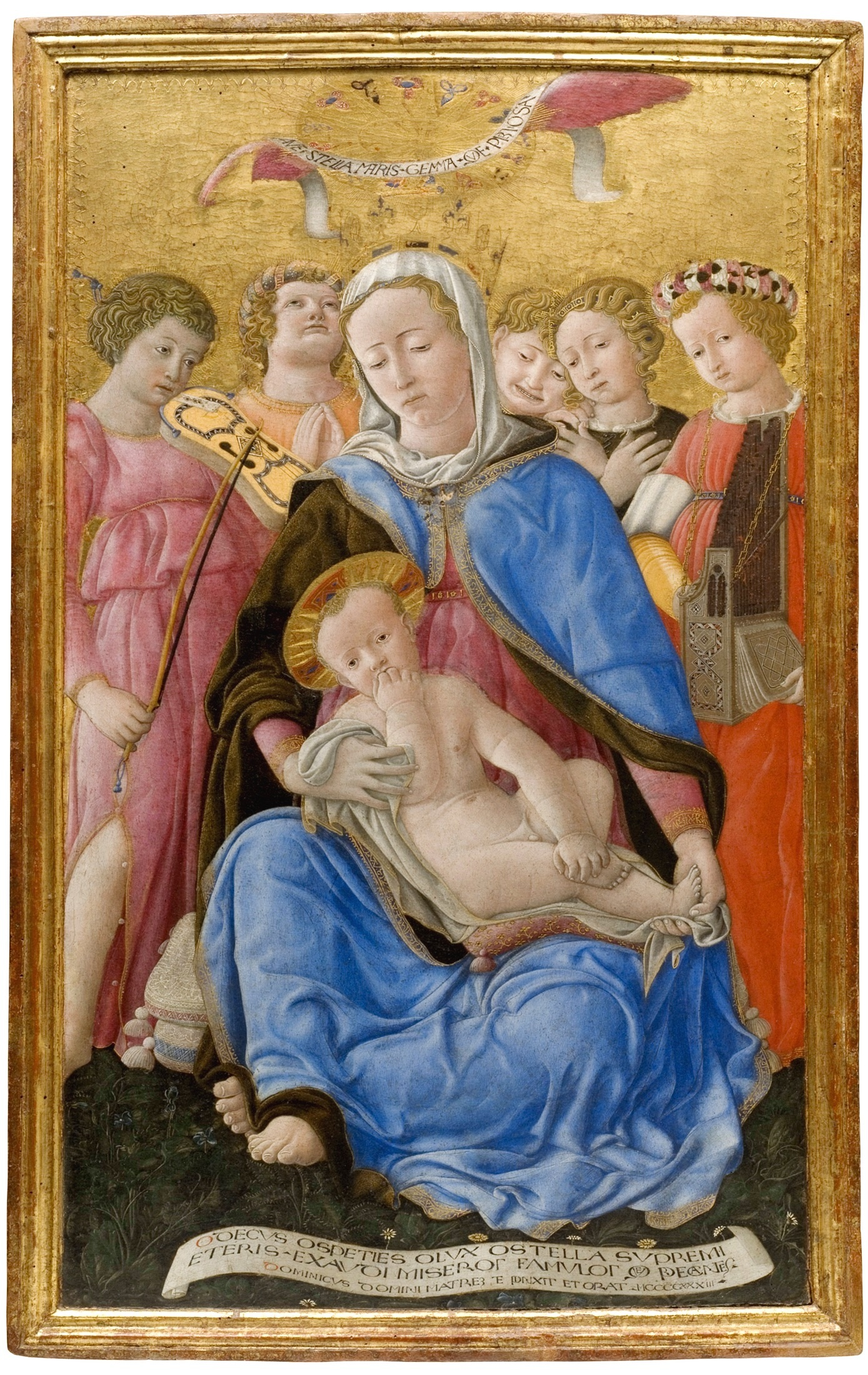
Domenico di Bartolo: Madonna of Humility, 1433
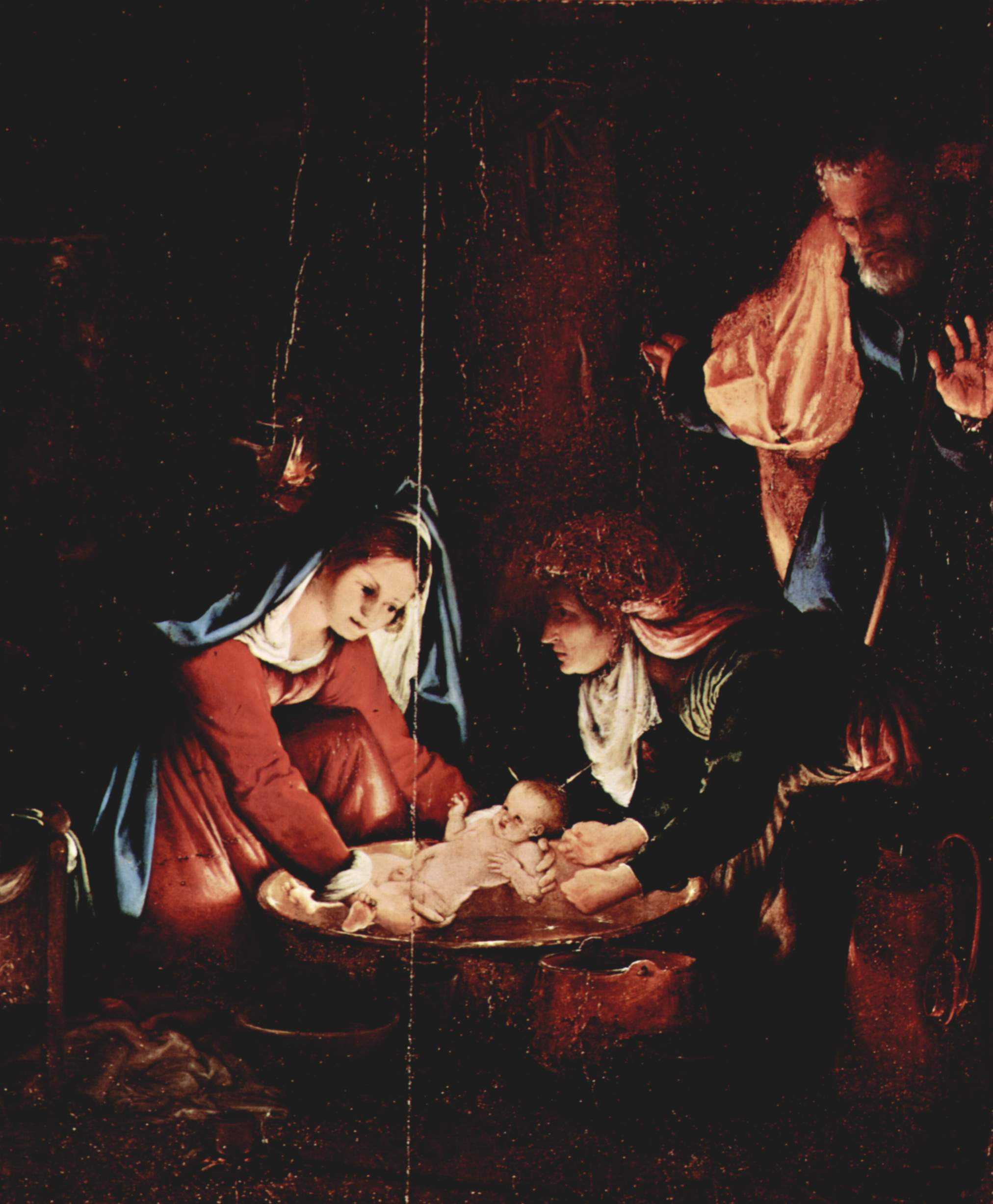
ロレンツォ・ロット: Nativity, 1527-1528
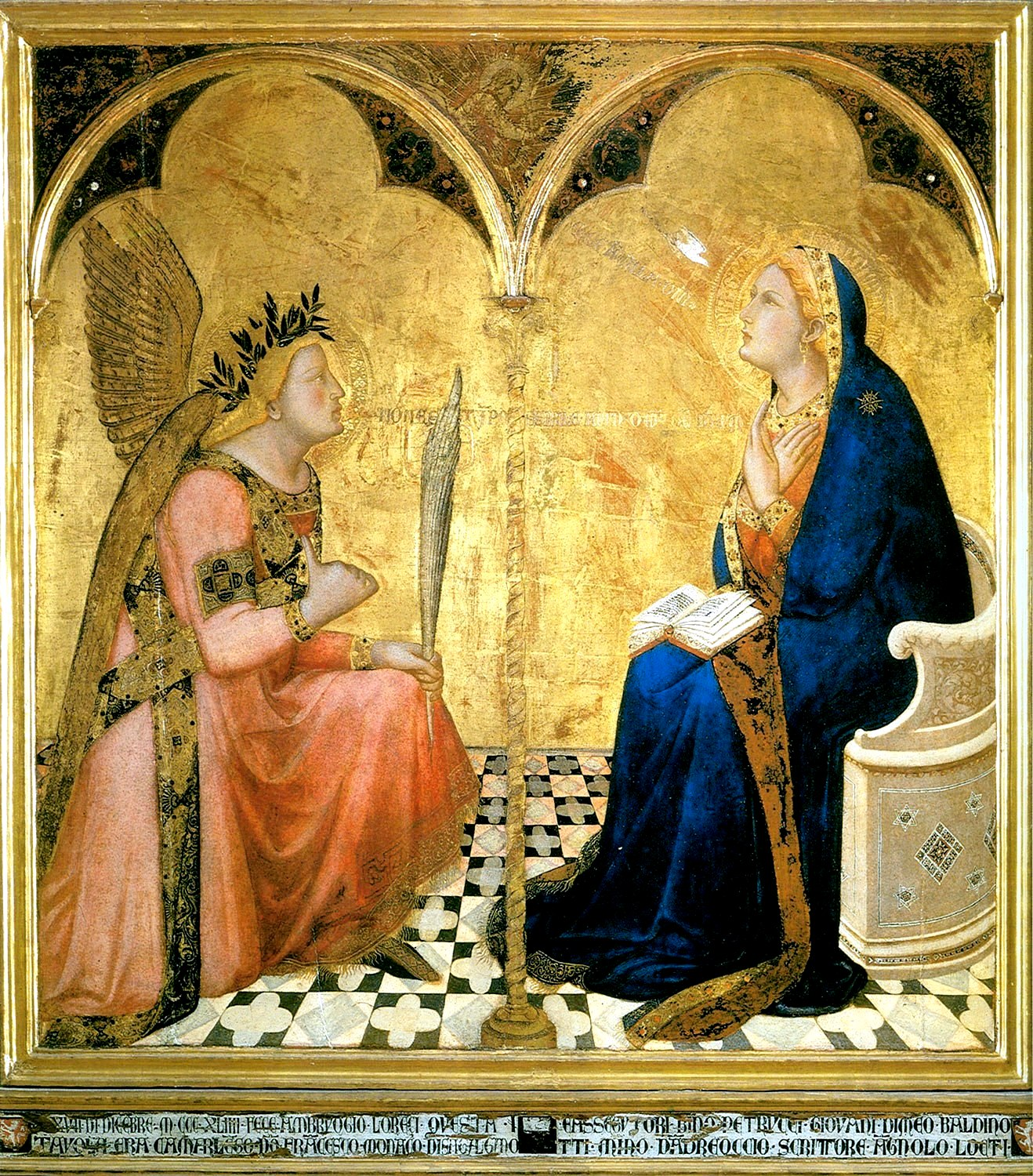
アンブロージョ・ロレンツェッティ: Annunciation, c. 1344
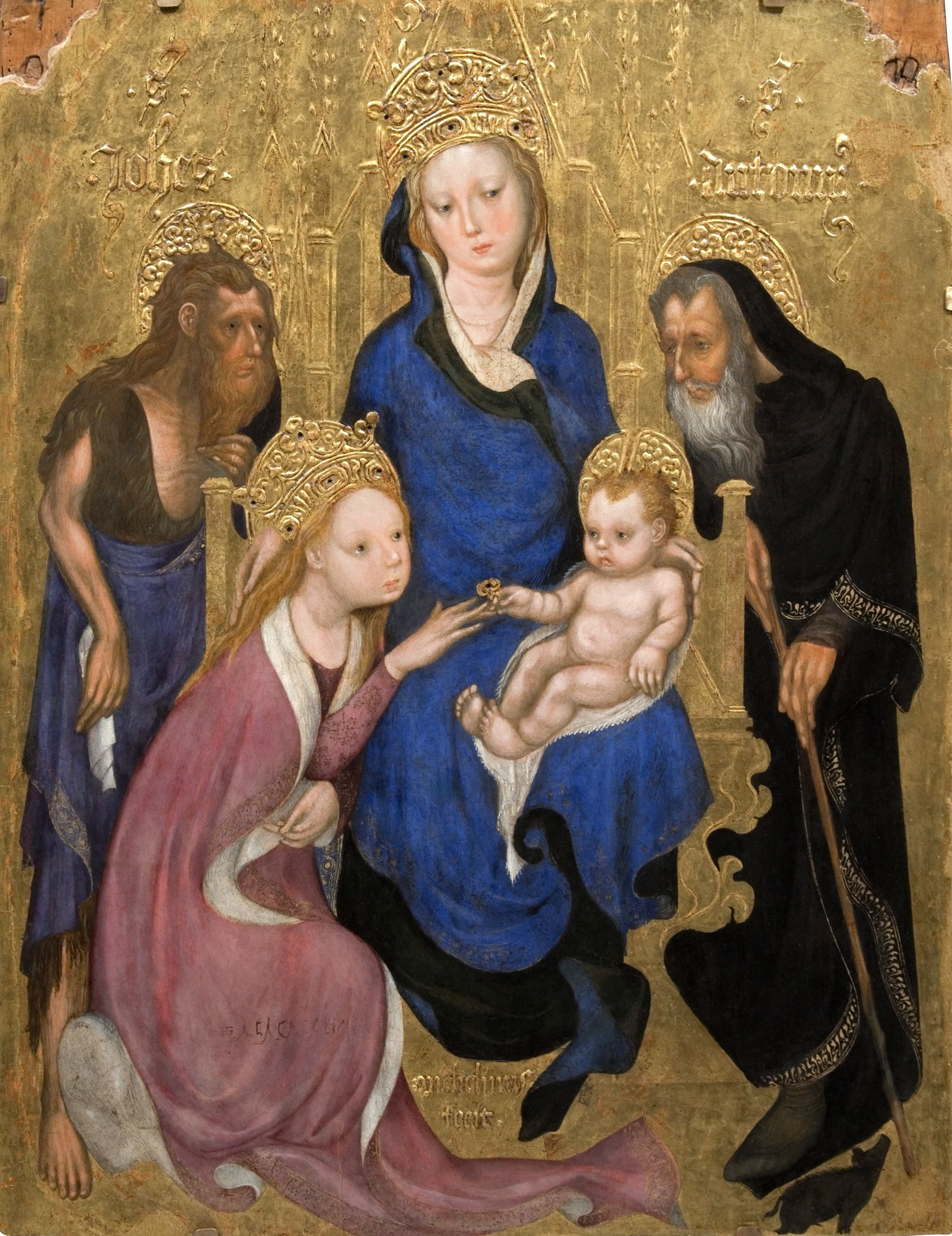
ミケリーノ・ダ・ベソッツォ: 『聖カタリナの神秘の結婚』,(1420年頃)
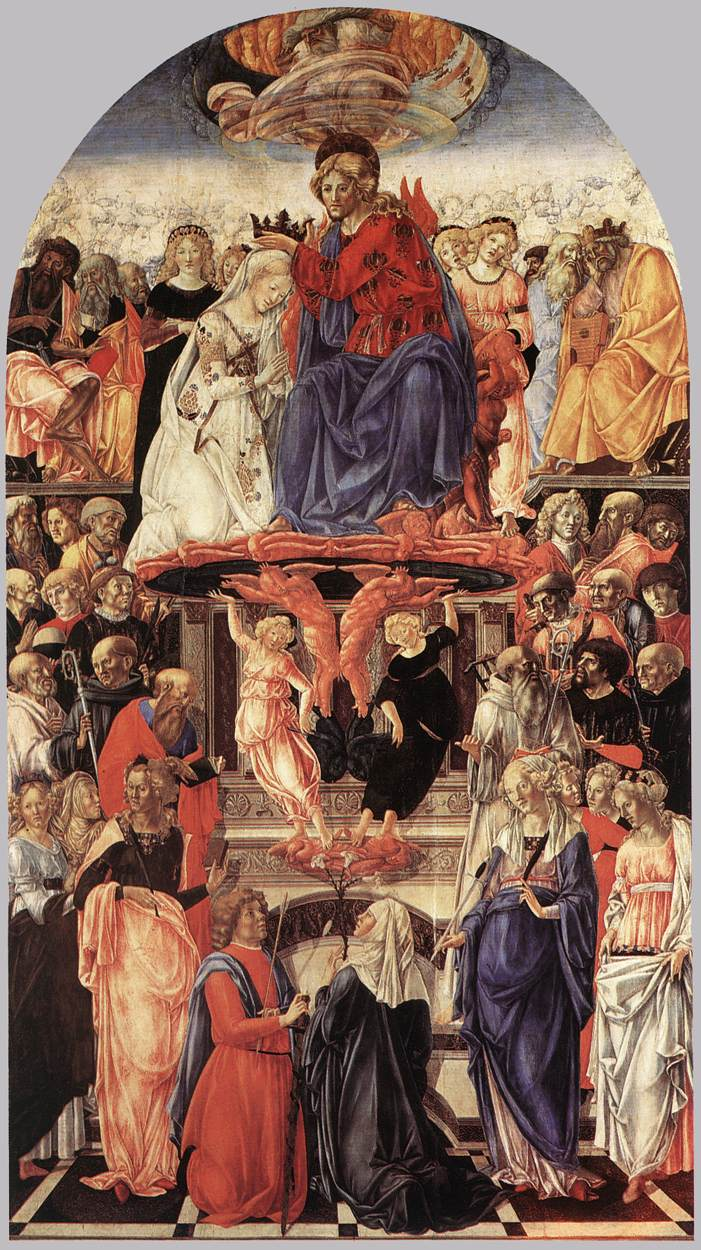
フランチェスコ・ディ・ジョルジョ・マルティーニ: 『聖母戴冠』, 1472
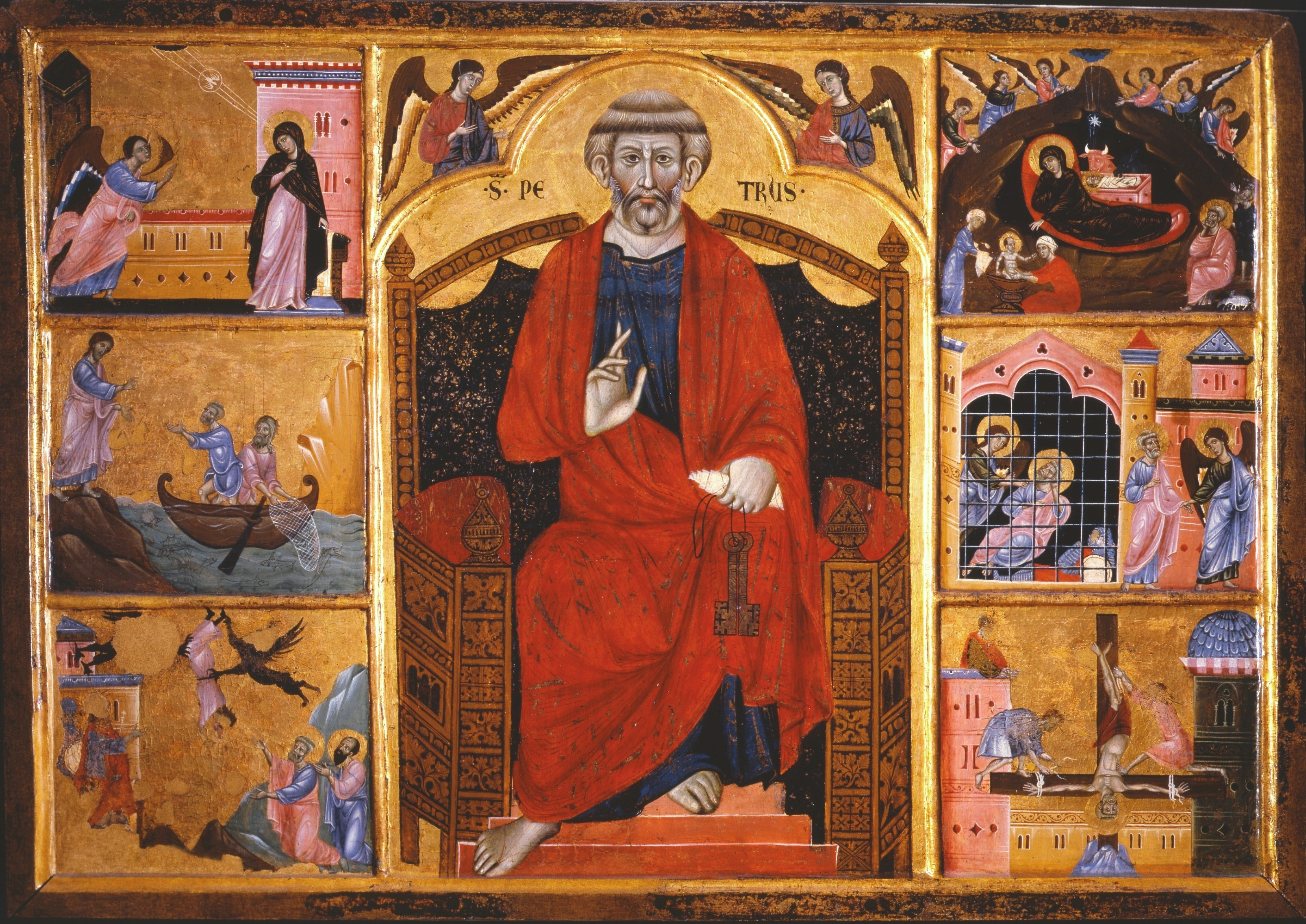
ギド・ディ・グラッツィアーノ: 『ペテロ』, 13世紀
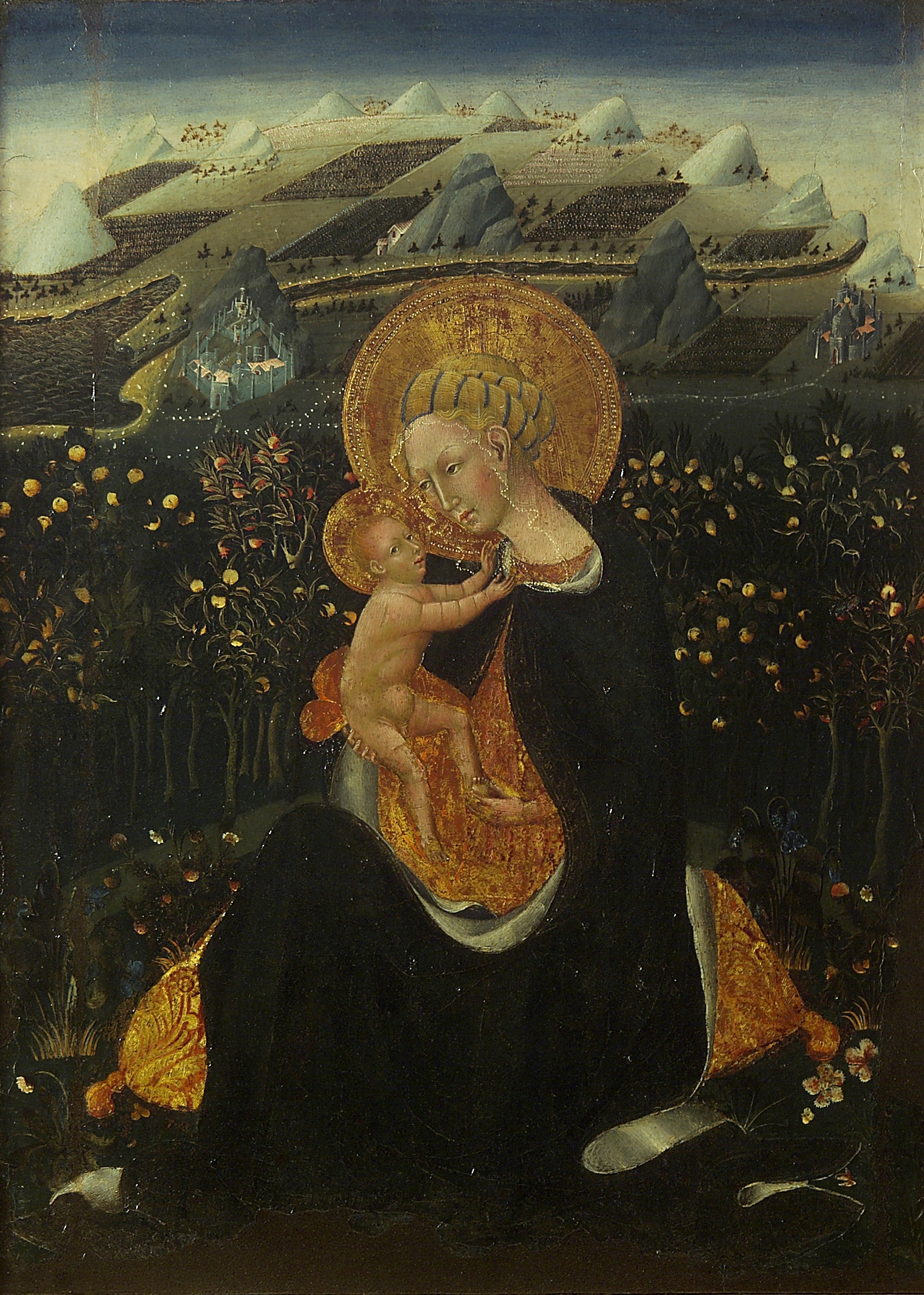
ジョヴァンニ・ディ・パオロ: Madonna of Humility, 1435
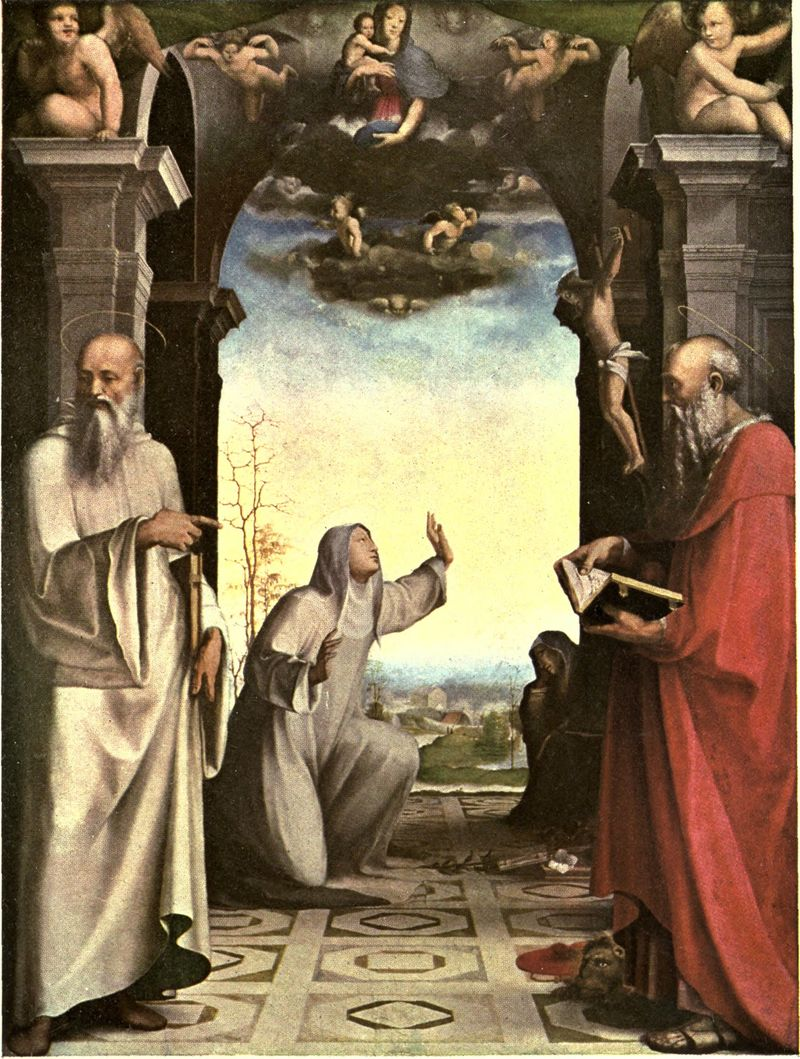
ドメニコ・ベッカフーミ: 『シエナの聖カタリーナの聖痕』, 1515